# Harvey Doolittle Colvin

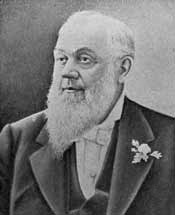
Harvey Doolittle Colvin

Harvey Doolittle Colvin (* 18. Dezember 1815 im Herkimer County, New York; † 16. April 1892 in Jacksonville, Florida) war ein US-amerikanischer Politiker. Zwischen 1873 und 1875 war er Bürgermeister der Stadt Chicago.

## Werdegang
Über die Jugend und Schulausbildung von Harvey Colvin ist nichts überliefert. Er arbeitete 38 Jahre lang für die United States Express Company. Seit wann er in Chicago lebte, ist ebenfalls nicht gesichert. Dort schlug er eine politische Laufbahn ein. Unmittelbar vor seiner Zeit als Bürgermeister war er Stadtkämmerer. Im Jahr 1873 wurde er als Kandidat der People’s Party zum Bürgermeister von Chicago gewählt. Dabei setzte er sich gegen den kommissarischen Bürgermeister Lester L. Bond durch, der das Amt seit dem Rücktritt von Joseph Medill im August jenes Jahres ausgeübt hatte. Colvins Amtszeit war von den Nachwirkungen der Brandkatastrophe von 1871 geprägt. Außerdem fiel sie in eine Wirtschaftskrise. Bald nach seinem Amtsantritt sah er sich Protestkundgebungen von etwa 12.000 Arbeitslosen gegenüber. Colvin hob eine von Medill erlassene Verordnung, die ein Verbot des Alkoholverkaufs an Sonntagen beinhaltete, wieder auf.
Im Jahr 1874 wurde seine Amtszeit von Skandalen erschüttert. Zum einen wurden der Verwaltung Vetternwirtschaft vorgeworfen. Außerdem kam es zu Unregelmäßigkeiten im Amt des Stadtkämmerers. 1875 folgte dann eine politische Kontroverse. Der Stadtrat hatte entsprechend einem Staatsgesetz (Cities and Villages Act of 1872) Neuwahlen für alle städtischen Posten mit Ausnahme des Amts des Bürgermeisters angesetzt. Trotzdem stellte sich ein Mann namens Thomas Hoyne auf und wurde gewählt. Colvin weigerte sich aber, sein Amt aufzugeben, da seiner Meinung nach die Wahl Hoynes unrechtmäßig war. Das Problem wurde 1876 durch einen Richterspruch gelöst, der eine Bürgermeisterneuwahl anordnete, die dann Monroe Heath gewann.
Nach einem Unfall durch den Absturz einer Gondelbahn wurde Harvey Colvin verletzt. Daraufhin verließ er Chicago, um bei seinem Sohn in Florida zu leben. Im dortigen Jacksonville ist er am 16. April 1892 verstorben.